# AIM-7 스패로
AIM-7 스패로(영어: AIM-7 Sparrow)는 미 공군, 미 해군, 미 해병대와 여러 동맹국 공군에서 운용중인 중거리 세미 액티브 레이다 호밍 공대공 미사일이다. 스패로와 그 개량형은 1950년대 후반부터 1990년대까지 서방의 주요한 비가시거리(BVR: beyond visual range) 공대공 미사일이었다.
스패로는 아직도 운용중이지만, 보다 고성능인 AIM-120 암람의 등장으로 점점 사라져가고 있다.
스패로를 사용하는 주요 함재기로는 F-14 톰캣이 있었는데, 전량 퇴역하여 지금은 사용하지 않고 있다.
스패로는 지대공 미사일로도 사용되었으며, RIM-7 시 스패로는 미 해군이 군함의 대공방어를 위해 사용하고 있다. 한국의 광개토대왕급 구축함(KDX-I)도 시 스패로를 사용한다.

## 개발

#### 스패로 I
스패로는 1940년대 후반에 공대공 용도의 유도로켓무기를 개발하기 위한 미해군 프로그램에 의해 소요제기되었다.

## 상세설명
스패로는 크게 4개의 부분으로 구성되어 있다: 유도부, 탄두, 제어부, 로켓모터가 있다. 현재 허큘리스 MK-58 고체연료 로켓모터를 사용하고 있다.

## 제원 (AIM-7M)
- 길이: 3.6 m (12 ft)
- 직경: 203 mm (8 in)
- 폭: 1 m (3 ft 4 in): 날개폭 기준
- 발사중량: 대략 225 kg (500 lb)
- 속도: 마하 4
- 사정거리: 70 km (44 mi)
- 유도방식: 반능동 레이다 추적
- 탄두: 40 kg (88 lb) 폭풍 파편형

## 같이 보기
- AIM-9 사이드와인더
- AIM-54 피닉스
- AIM-120 암람
- 미사일 목록